# Палеокарпологія
Палеокарпологія (від грец. πᾰλαιός — древній, грец. καρπός — «плід» і λόγος — «слово», «вчення») — розділ морфології рослин, палеоботаніки і карпології, який займається вивченням рослин минулих геологічних періодів по викопних рештках плодів і насіння, а також мегаспор, шишок, хвої тощо.
Об'єктом вивчення служать переважно рештки водних і прибережних трав'янистих рослин, в меншій мірі — рослин лісів і лугів.
Палеокарпологія тісно пов'язана з іншими науковими дисциплінами, такими як палінологія, палеофлористика, морфологія і систематика рослин і іншими розділами палеонтології і ботаніки.
Палеокарпология характеризується наявністю свого об'єкту, своїх методів і своїх завдань. У круг її завдань входить вивчення в статиці і еволюційній динаміці окремих репродуктивних зачатків, визначення закономірностей утворення насінних флор і процесів еволюції цілих рослинних співтовариств, з'ясування напряму і темпів зміни усієї природи.
Одним з головних методів цієї галузі науки є динамічний принцип Ляйеля, згідно з яким викопна флора конкретної місцевості тим старше, чим більше в ній міститься форм, нині чужих цій місцевості.